# St. Nikolaus (Rüthen)

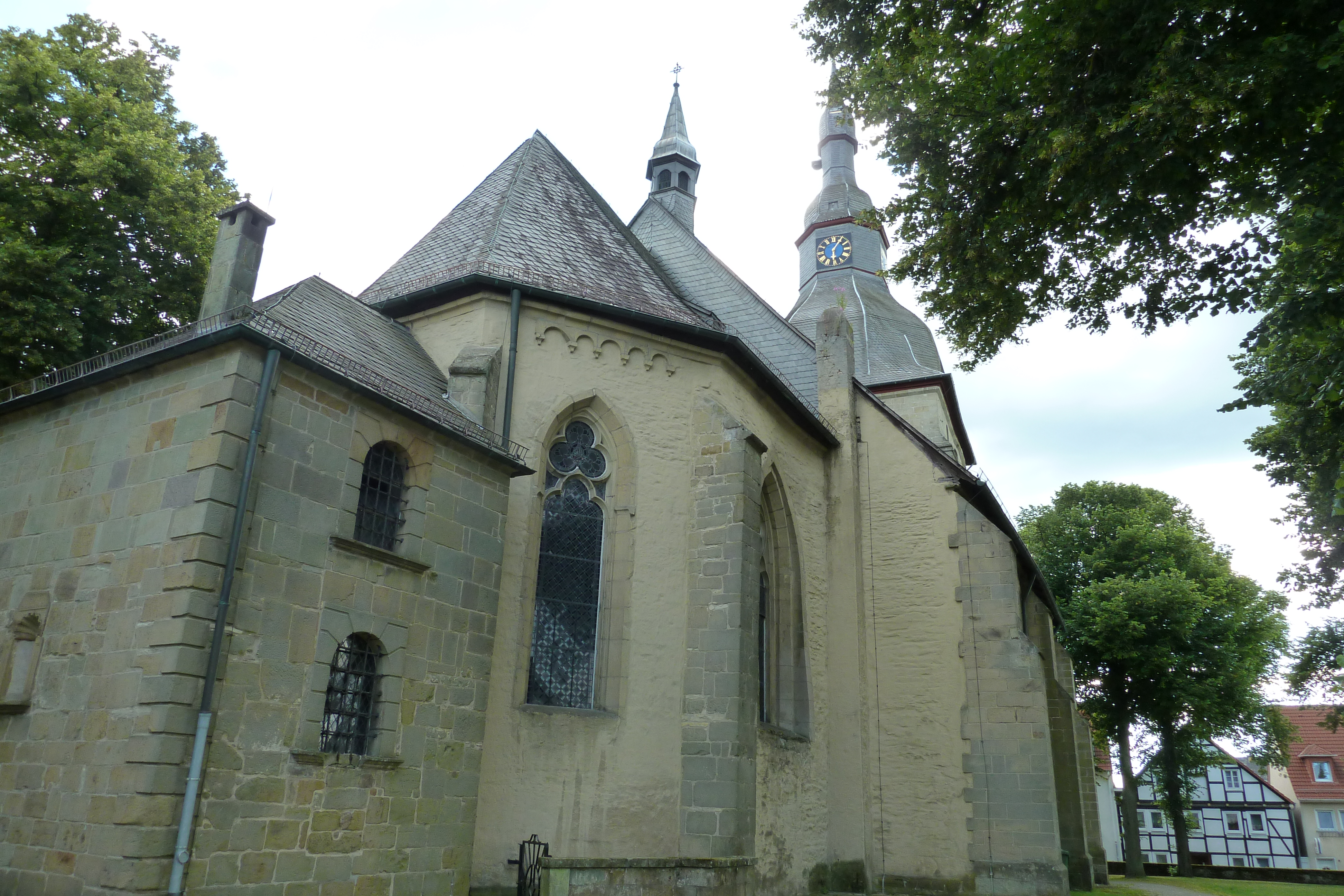
St. Nikolaus

Die katholische Pfarrkirche St. Nikolaus ist ein denkmalgeschütztes Kirchengebäude in Rüthen, einer Stadt im Kreis Soest in Nordrhein-Westfalen.

## Geschichte und Architektur

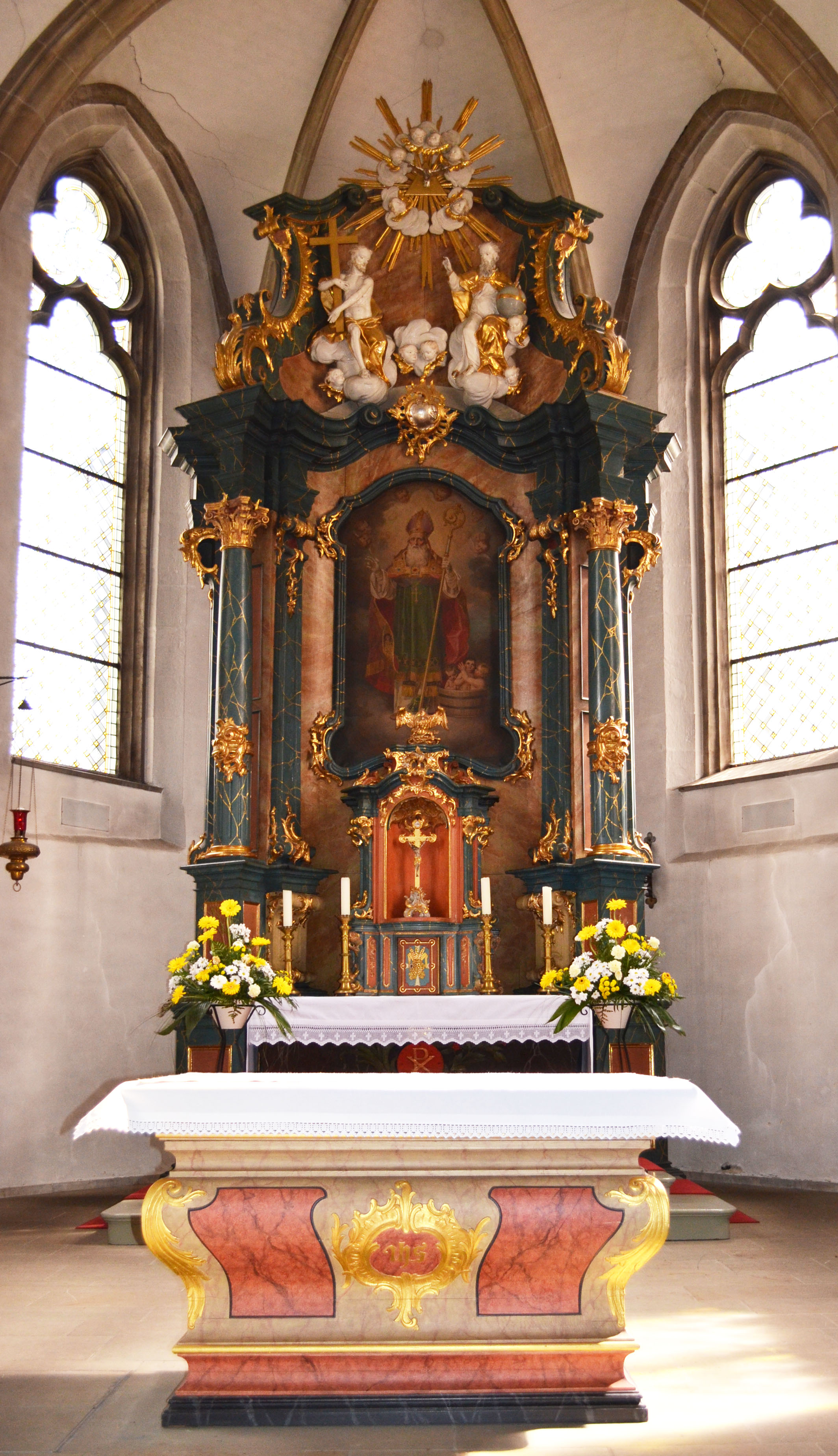
Hauptaltar und Zelebrationsaltar

Das Gebäude ist eine kurze, zweijochige Hallenkirche mit einem kurzen Verbindungsjoch zum quadratischen Westturm. Sie wurde im dritten Viertel des 13. Jahrhunderts mit geschlämmtem Bruchstein errichtet. Der einjochige Chor mit 3/8-Schluss stammt aus der Zeit um 1300. Die Ostsakristei ist mit 1700 bezeichnet und wurde später aufgestockt. Das mit einem Barockhelm bekrönte Turmobergeschoss wurde 1712 aufgesetzt. Die Kirche hat einen schiefwinkligen Grundriss. Die Mittelschiffjoche haben annähernd quadratische Form. Das östliche Joch ist mit kreuzförmigen Pfeilern mit Halbsäulenvorlagen und stilisierten Blattwerkkapitellen ausgestattet. Im Westen befinden sich starke Rundpfeiler und zur Turmhalle hin Bündelpfeiler. In den Seitenschiffen sind vermauerte Wandapsiden zu sehen. Die ursprünglichen Gewölbe des Mittelschiffes wurden 1833 entfernt und später durch Gratgewölbe ersetzt. In den Seitenschiffen tragen abgefangene Dienste einhüftige Stichkappengewölbe. Die Wände im Schiff werden durch rundbogige Fenster gegliedert, die im Turm mit spitzbogigen. Der Chor wurde mit ein- und zweiteiligen Maßwerkfenstern ausgestattet. Am frühgotischen Turmportal wurden die Säulchen erneuert. Das Südportal mit Sprenggiebel und Figurennische ist mit 1712 bezeichnet. Auf der Nordseite des Turmes tritt eine Spindeltreppe nach außen hervor. Die zum Teil ungenutzten Bündelpfeiler zwischen Halle und Turm deuten auf eine begonnene und nicht weitergeführte hochgotische Umbaumaßnahme hin.

## Orgel

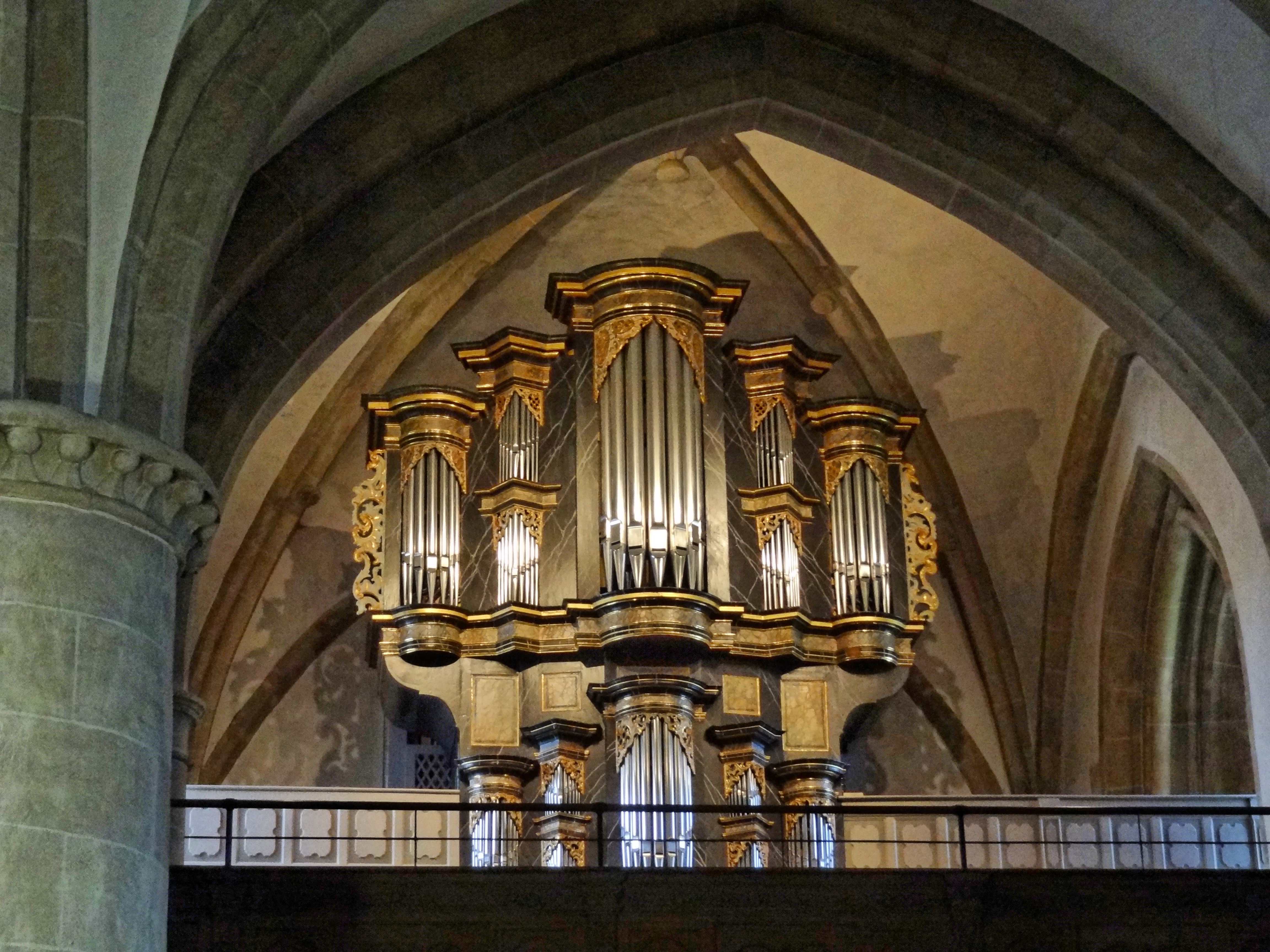
Orgel

Die Orgel wurde vermutlich 1756 von Adolph Cappelmann aus Geseke aufgestellt. Der Orgelprospekt ist noch heute erhalten. Umgebaut wurde sie 1875 durch August Randebrock. Ein Neubau wurde 1936 von Anton Feith unter Verwendung des alten Pfeifenbestandes vorgenommen. Siegfried Bauer renovierte 1999 umfänglich. Der alte Faltenbalg wurde wieder aktiviert, neue Schleifladen wurden eingebaut. Neun Register von Randebrock und Feith wurden erhalten. Der seitliche Spielschrank wurde erneuert und die Empore abgesenkt um eine bessere Abstrahlung zu erreichen. Die Orgel wurde 2002 durch Raucheinwirkung beschädigt und danach wieder instand gesetzt. Das Instrument verfügt über 29 Register auf zwei Manualen und Pedal.

## Ausstattung

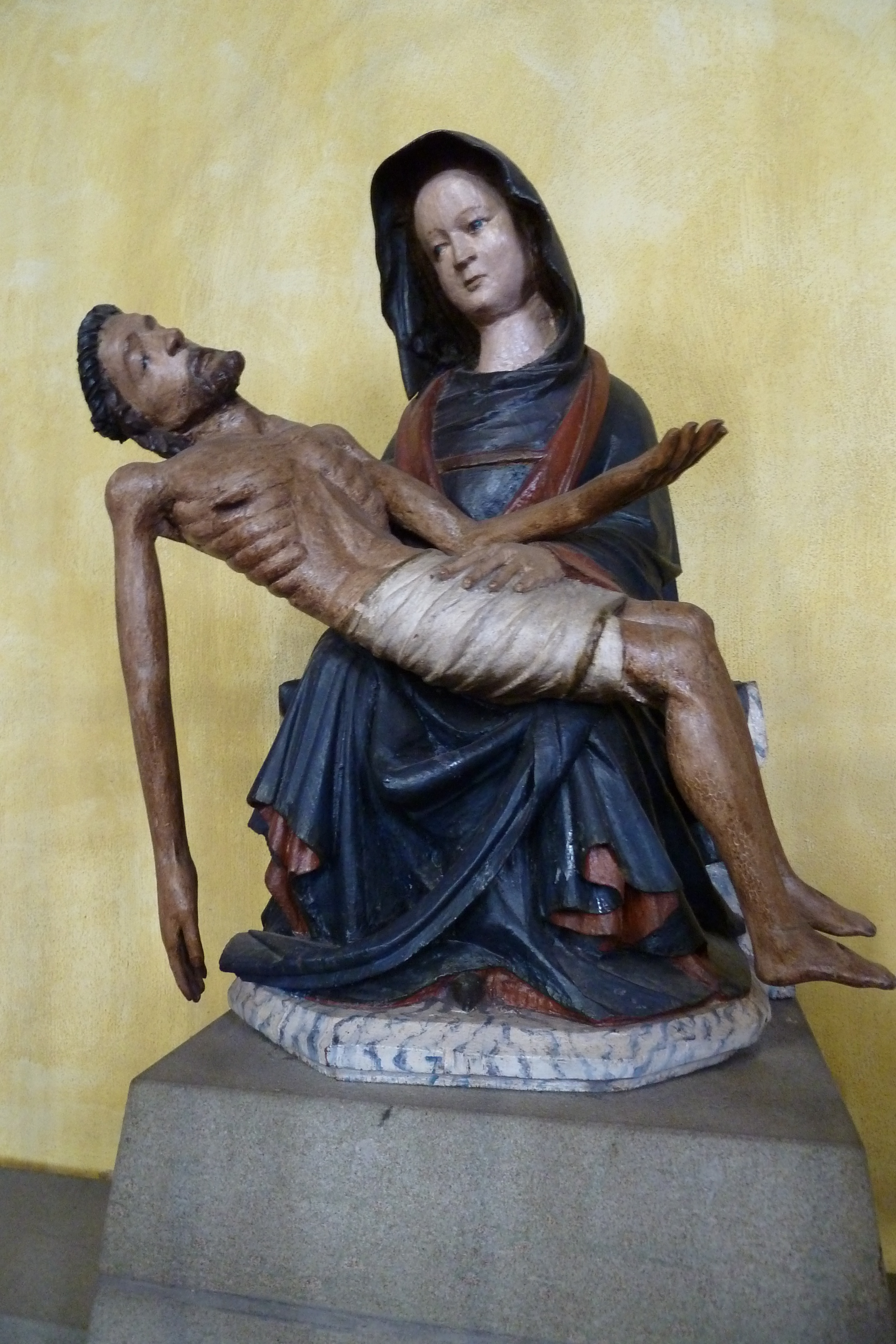
Pietà

- Der Säulenretabel stand ursprünglich in St. Pankratius in Anröchte. Es wurde 1771 von Joseph Stratmann gebaut und von C. J. Haane aus Arnsberg gefasst.
- Die Barockskulpturen werden Johann Jakob Pütt zugeschrieben.
- Die Seitenaltäre und die Kanzel werden Paul Gladbach zugeschrieben, sie entstanden um 1680 und wurden später gefasst.
- Der südliche Altar ist mit 1730 bezeichnet.[3]

## Glocken
Das Glockengeläut im Kirchturm besteht aus drei Glocken:
| Glocke | Gießer                     | Gussjahr | Gewicht | Schlagton |
| ------ | -------------------------- | -------- | ------- | --------- |
| 1      | Francois und Petrus Hemony | 1639     | 1500 kg | es′-4     |
| 2      | Francois und Petrus Hemony | 1639     | 1000 kg | f′-7      |
| 3      | Joseph Michelin            | 1650     | 0600 kg | g′-7      |

Daneben gibt es noch die Uhrglocke am Turm, die 1589 von Rochus Nelmann gegossen wurde.

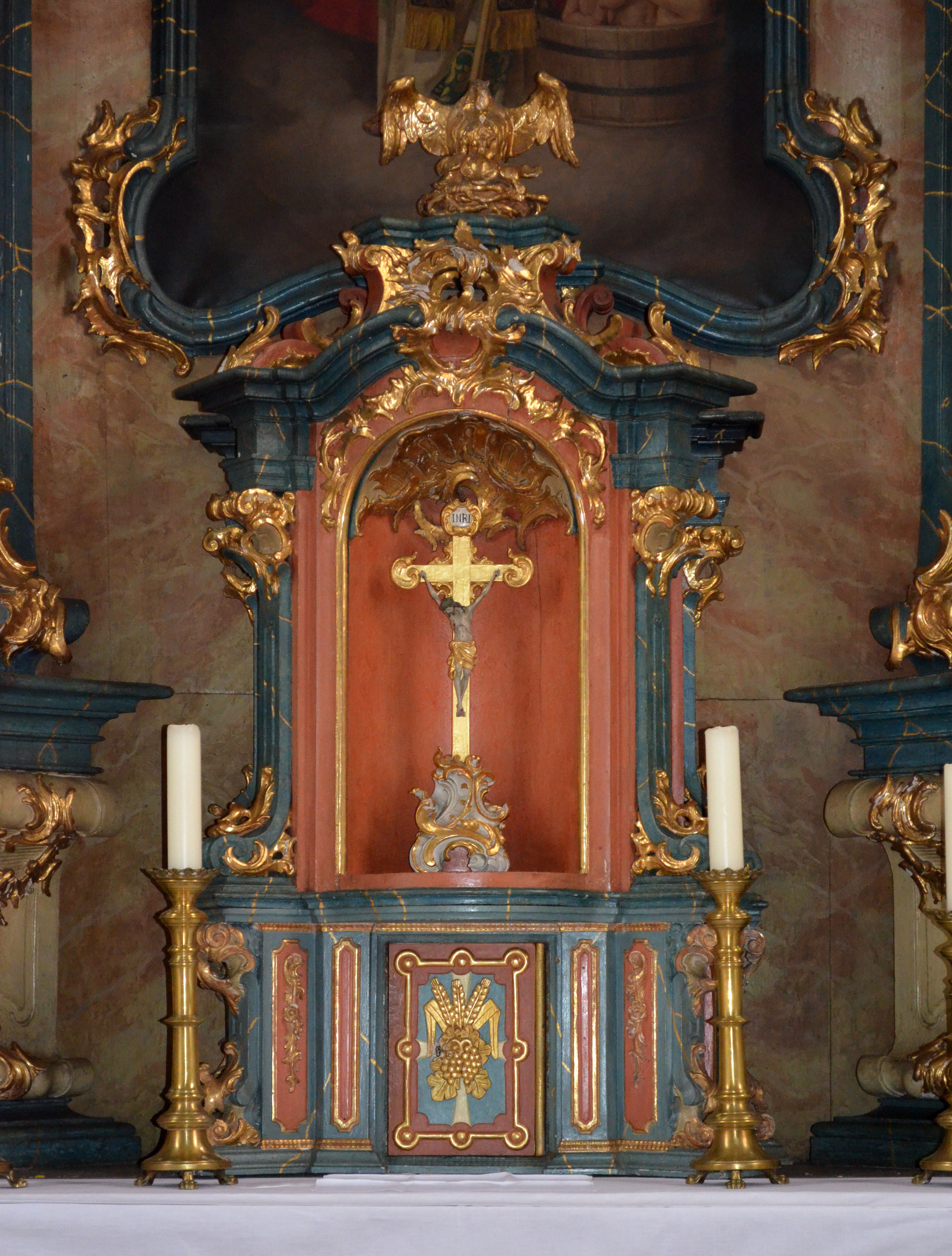
Kreuz auf dem Hauptaltar
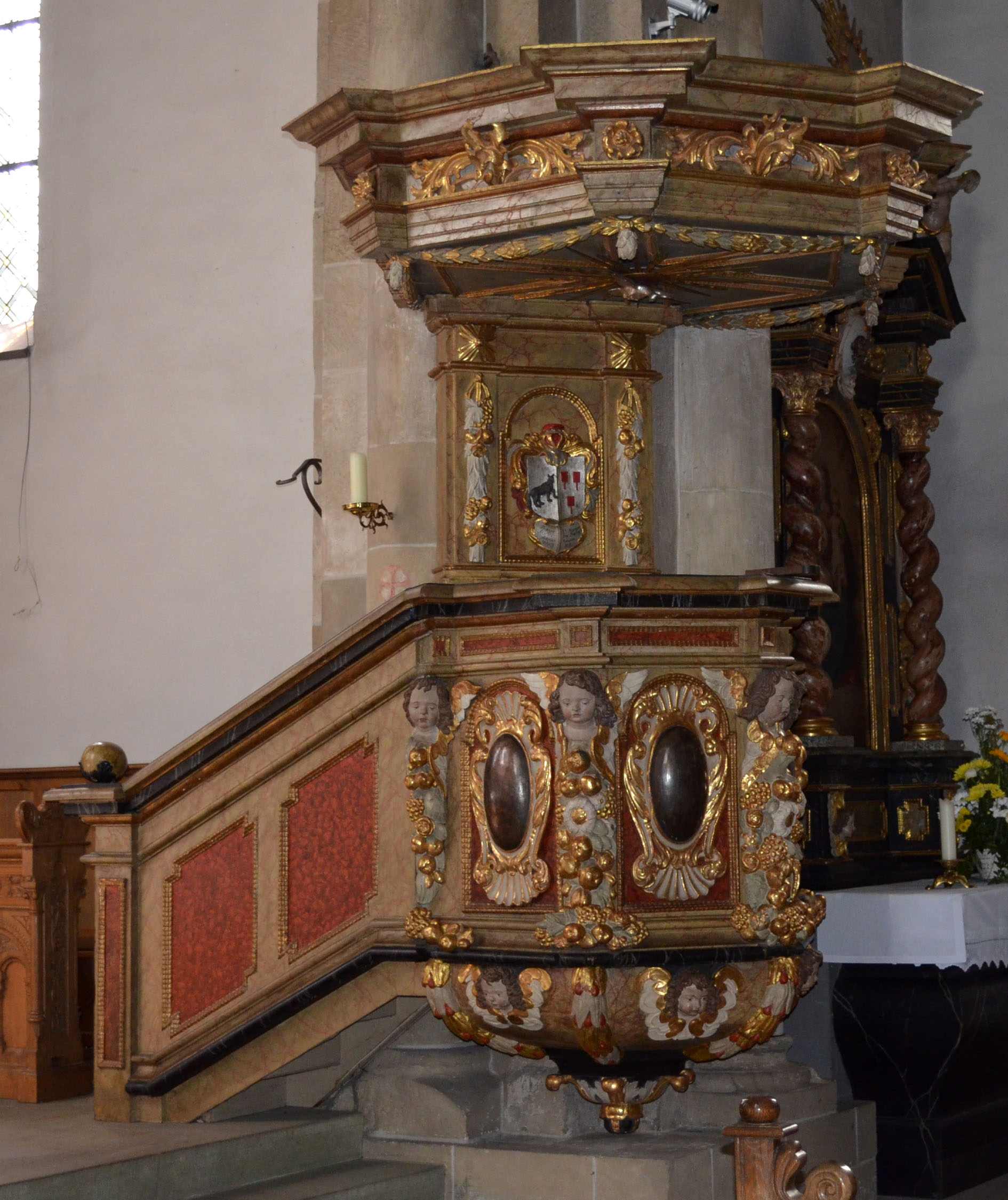
Kanzel
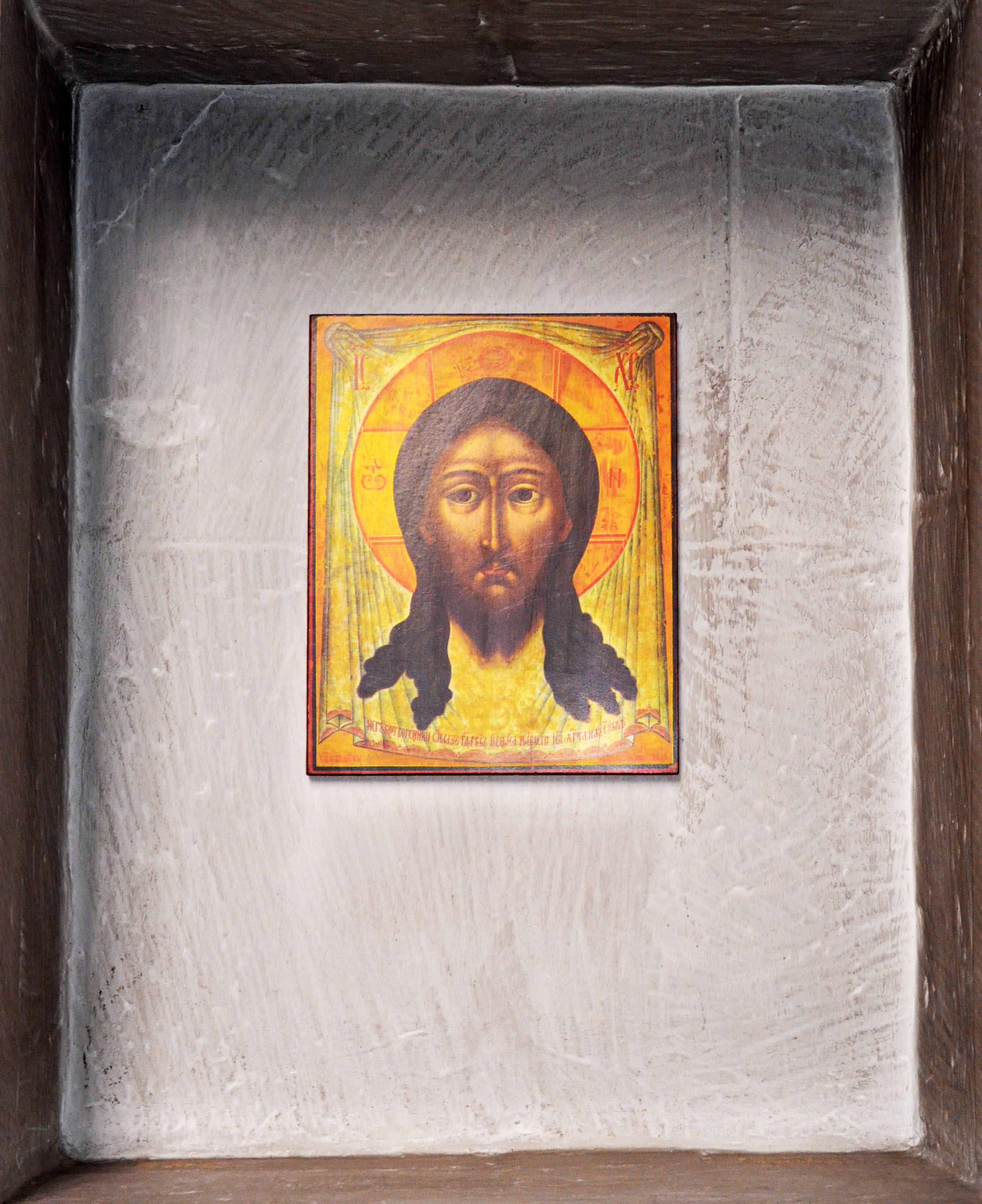
Ikone in einer Nische im Chor
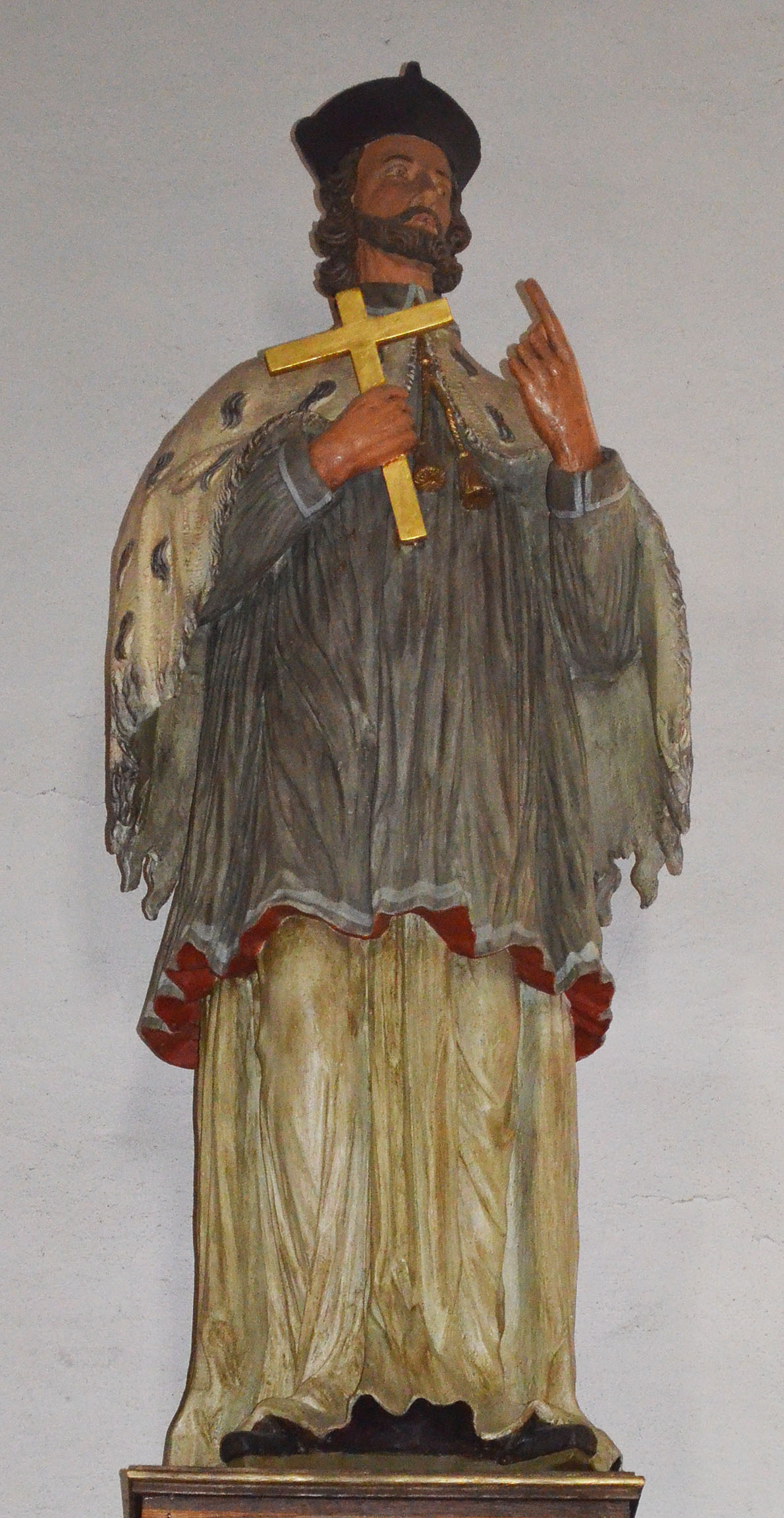
Heiligenfigur auf dem rechten Beichtstuhl
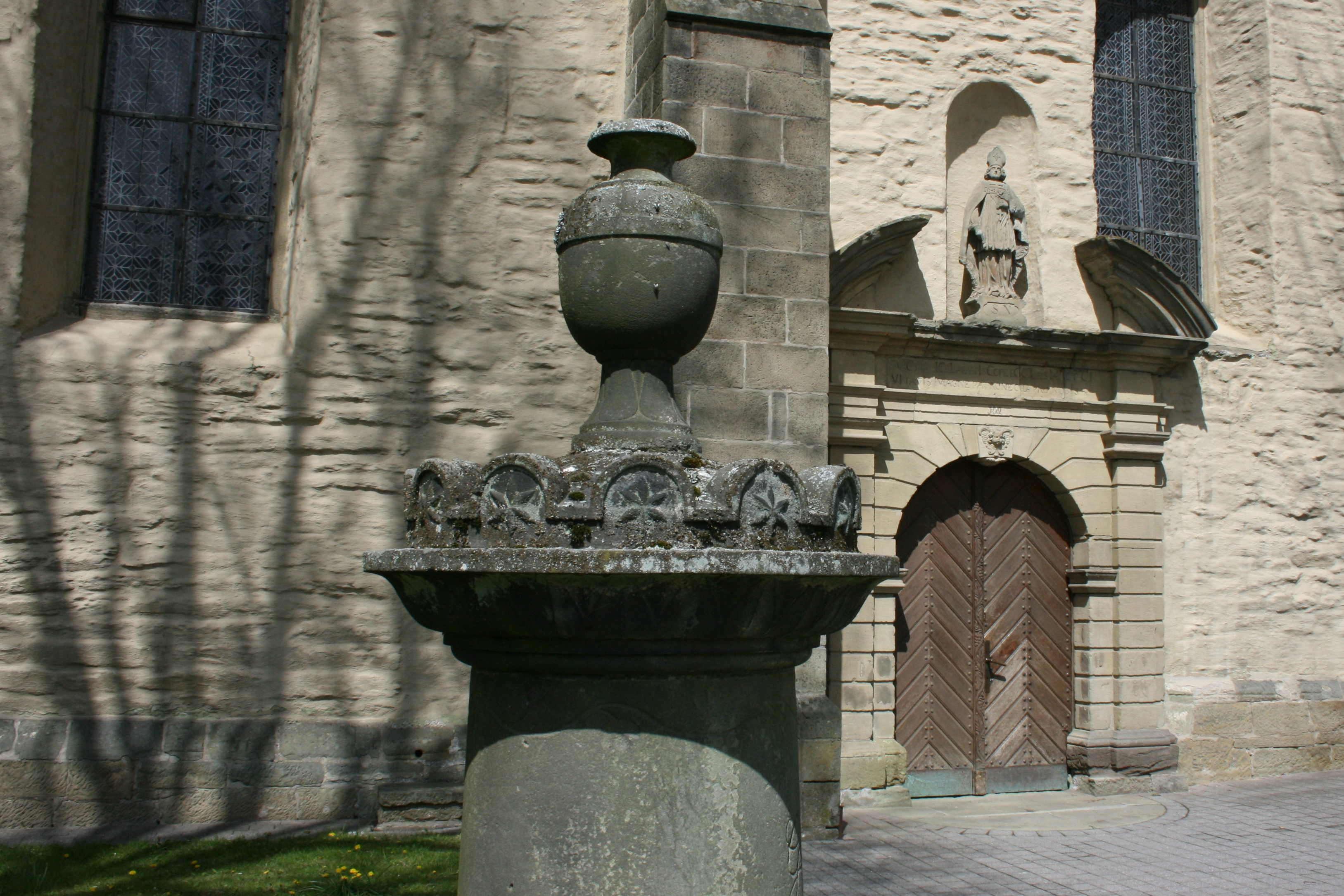
Eingangsportal von St. Nikolaus